# Michelle Freeman
Michelle Freeman (Saint Elizabeth, Jamaica, 5 de maio de 1969) é uma antiga atleta jamaicana, especialista em corridas de barreiras altas. Em 1997, sagrou-se Campeã Mundial em Pista Coberta e obteve a medalha de bronze nos Campeonatos Mundiais ao ar livre na prova de 100 metros com barreiras.
Freeman fez parte, juntamente com Juliet Cuthbert, Nikole Mitchell e Merlene Ottey, do quarteto jamaicano que arrebatou a medalha de bronze na estafeta 4 x 100 metros, nos Jogos Olímpicos de 1996, só perdendo para os Estados Unidos e as Bahamas. 

## Melhores marcas pessoais
- 100 mtros planos - 11.16 s (1993)
- 100 metros com barreiras - 12.52 s (1997)
- 50 mtros com barreiras - 6.67 s (2000)
- 60 mtros com barreiras - 7.74 s (1998)

## Ver Também
- Desafio dos Campeões